# Ламойн (Мен)
Ламойн (англ. Lamoine) — місто (англ. town) в США, в окрузі Генкок штату Мен. Населення — 1720 осіб (2020).

## Демографія
Згідно з переписом 2010 року, у місті мешкали 1602 особи в 712 домогосподарствах у складі 460 родин. Було 994 помешкання
Расовий склад населення:
| - 98,0 % — білих - 0,5 % — чорних або афроамериканців - 0,5 % — азіатів - 0,1 % — корінних американців |

До двох чи більше рас належало 0,8 %. Частка іспаномовних становила 0,7 % від усіх жителів.
За віковим діапазоном населення розподілялося таким чином: 17,9 % — особи молодші 18 років, 64,7 % — особи у віці 18—64 років, 17,4 % — особи у віці 65 років та старші. Медіана віку мешканця становила 48,0 року. На 100 осіб жіночої статі у місті припадало 95,1 чоловіків;  на 100 жінок у віці від 18 років та старших — 95,8 чоловіків також старших 18 років.
Середній дохід на одне домашнє господарство  становив 77 412 долари США (медіана — 62 222), а середній дохід на одну сім'ю — 84 015 доларів (медіана — 71 719). Медіана доходів становила 51 750 доларів для чоловіків та 40 368 доларів для жінок. За межею бідності перебувало 11,0 % осіб, у тому числі 17,4 % дітей у віці до 18 років та 7,5 % осіб у віці 65 років та старших.
Цивільне працевлаштоване населення становило 907 осіб. Основні галузі зайнятості: освіта, охорона здоров'я та соціальна допомога — 20,3 %, науковці, спеціалісти, менеджери — 18,1 %, мистецтво, розваги та відпочинок — 10,6 %, виробництво — 9,0 %.